# Łążek (województwo mazowieckie)
Łążek – wieś w Polsce położona w województwie mazowieckim, w powiecie żuromińskim, w gminie Kuczbork-Osada. Ma status sołectwa.
W latach 1975–1998 miejscowość administracyjnie należała do województwa ciechanowskiego.